# James Vincent Murphy
James Vincent Murphy (* 7. Juli 1880 in  Innishannon bei Cork, Irland; † 5. Juli 1946 in Bishop’s Stortford, England) war ein irischer Übersetzer, Schriftsteller und Journalist, der 1939 eine der ersten vollständigen Übersetzungen von Mein Kampf ins Englische veröffentlichte.

## Leben
Murphy besuchte das St. Patrick’s College in Maynooth und wurde 1905 in der St. Patrick’s College Chapel zum Priester geweiht, wandte sich jedoch vom klerikalen Dienst wieder ab.
Vor dem Zweiten Weltkrieg lebte er für einige Zeit in Italien und Deutschland, wo er als Übersetzer für nationalsozialistische Propagandatexte wirkte.
In seinem 1934 erschienenen Buch Adolf Hitler. The Drama of His Career beurteilte Murphy Hitler sowie das NS-Regime überwiegend günstig und machte sich auch deren antisemitische Sichtweise zu eigen, etwa was einen vermeintlich übergroßen Einfluss von Juden im öffentlichen Leben betrifft, den Murphy festzustellen glaubte. In britischen Rezensionen wurde Murphy als „inbrünstiger Hitleranhänger“ kritisiert und ihm Beifall zur NS-Propaganda vorgeworfen. In seiner Schrift Who sent Rudolf Hess? vertrat er 1941 als erster die später weit verbreitete, aber irrige Annahme, Rudolf Heß sei im Auftrag Hitlers zu seinem Flug nach Großbritannien aufgebrochen.

## Werke
- Adolf Hitler: the drama of his career, 1934
- Who sent Rudolf Hess?, 1941

### Übersetzungen
- Max Planck, Where is science going?, 1932 (Vorwort von Albert Einstein)
- Emil Ludwig, Leaders of Europe, 1934 (Originaltitel: Führer Europas. Nach der Natur gezeichnet)
- Erwin Schrödinger, Science and the human temperament, 1935, Allen & Unwin, (biographische Einführung von James Murphy, Vorwort von Ernest Rutherford)
- Adolf Hitler, Mein Kampf, 1939